# Ambasada RP w Bukareszcie
Ambasada Rzeczypospolitej Polskiej w Bukareszcie (rum. Ambasada Republicii Polone la București) – misja dyplomatyczna Polski w stolicy Rumunii.

## Historia placówki[1]
W październiku 1918 Rada Regencyjna podjęła decyzję o ustanowieniu przedstawicielstwa na Rumunię. Na jego czele miał stanąć Marian Linde (10 XI 1918 – VI 1919). Nominację tę potwierdziło Ministerstwo Spraw Zagranicznych w styczniu 1919. Tymczasem Komitet Narodowy Polski mianował przedstawicielem dyplomatycznym Polski przy rządzie Rumunii Stanisława Koźmińskiego. Wszystko to spowodowało, że władze rumuńskie, nie uznające misji Lindego, nie przyznawały akredytacji Koźmińskiemu. Spór kompetencyjny między KNP a MSZ przedłużał się mimo prób mediacji ze strony przedstawiciela Naczelnego Dowództwa Wojska Polskiego w Rumunii, gen. Roberta Lamezana-Salinsa. Rząd Rumunii nie przyznał w tej sytuacji akredytacji żadnemu z delegatów.
W wyniku kwerendy w archiwach MSZ Rumunii przeprowadzonej przez Ambasadę RP w 2018 ustalono dzień 22 czerwca 1919 jako datę złożenia listów uwierzytelniających przez posła Polski Aleksandra Skrzyńskiego królowi Rumunii Ferdynandowi I. Archiwa rumuńskie wskazują ponadto, że 14 sierpnia 1919 poseł Rumunii Alexandru Florescu złożył listy uwierzytelniające Naczelnikowi Państwa Józefowi Piłsudskiemu. Stosunki dyplomatyczne zostały nawiązane początkowo na szczeblu poselstw, a 30 czerwca 1937 zostały podniesione do rangi ambasad. 4 listopada 1940 nastąpiło zerwanie stosunków dyplomatycznych. Ostatnim posłem RP w Rumunii był Roger Adam Raczyński. Józef Piłsudski od początku niepodległego bytu Rzeczypospolitej stał się orędownikiem jej bliskiej współpracy z Rumunią. Nastawienie to wiązało się z potrzebą zabezpieczenia wschodnich granic państwa polskiego. W okresie międzywojennym Polskę i Rumunię łączył tzw. sojusz polsko-rumuński.
Po II wojnie światowej Polska (Polska Rzeczpospolita Ludowa) i Rumunia (Socjalistyczna Republika Rumunii) nawiązały stosunki dyplomatyczne 13 sierpnia 1945 na szczeblu ambasad. W kwietniu 1946 rozpoczęły działalność przedstawicielstwa dyplomatyczne obu krajów. Chargé d'affaires a.i. został Stefan Wengierow, natomiast funkcję ambasadora od 14 sierpnia 1947 pełnił Piotr Szymański.
Zgodnie z Zarządzeniem Ministra Rozwoju i Finansów z 20 października 2017, z dniem 1 listopada 2017 Wydział Promocji Handlu i Inwestycji Ambasady RP w Bukareszcie został postawiony w stan likwidacji. Likwidacja placówki nastąpiła 31 stycznia 2018. Zadania związane ze wsparciem polskich przedsiębiorstw oraz promocją polskiej gospodarki w Rumunii przejęła Polska Agencja Inwestycji i Handlu S.A.

## Struktura placówki
W skład placówki wchodzą:
- Wydział Polityczno-Ekonomiczny
- Wydział Konsularny i Polonii
- Wydział Administracyjno-Finansowy
- Ataszat Wojskowy

## Konsulaty honorowe
- Konsulat Honorowy RP w Braszowie – konsul honorowy Janusz Szaliński
- Konsulat Honorowy RP w Klużu-Napoce – konsul honorowy Mihaela-Monica Călușer[7]
- W 2017 został zlikwidowany konsulat honorowy w Câmpia Turzii[8]